# Myoporum betcheanum
Myoporum betcheanum är en flenörtsväxtart som beskrevs av L. S. Smith. Myoporum betcheanum ingår i släktet Myoporum och familjen flenörtsväxter. Inga underarter finns listade i Catalogue of Life.